# AC Gy
L'AC Gy est un ancien club de football féminin français basé à Gy et aujourd'hui disparu.
Les Gyloises ont évolué une saison en première division dans les années 1980, ainsi que deux saisons en seconde division.

## Palmarès
Le tableau suivant liste le palmarès du club dans les différentes compétitions officielles au niveau national et régional.
| Compétitions régionales     | Équipes de jeunes           |
| --------------------------- | --------------------------- |
| Votre aide est la bienvenue | Votre aide est la bienvenue |

## Bilan saison par saison
Le tableau suivant retrace le parcours du club depuis la création de la première division en 1974, jusqu'à sa disparition.
| Édition   | Division 1 | Division 2 | Divisions régionales |
| --------- | ---------- | ---------- | -------------------- |
| 1974-1984 | -          | -          | ...                  |
| 1984-1985 | -          | 3e (Gr. B) | -                    |
| 1985-1986 | -          | 5e (Gr. B) | -                    |
| 1986-1987 | 8e (Gr. B) | -          | -                    |
| 1987-     | -          | -          | ...                  |